# DS Martin
DS Martin a.s. – słowacki producent silników wysokoprężnych pod marką Martin Diesel stosowanych głównie w ciągnikach rolniczych Zetor, ZTS Martin, Ursus.

## Historia
W 1973 na mocy dekretu Federalnego Ministra metalurgii i maszyn Czechosłowacji z grudnia 1971 roku, a którym zdecydowało o przeniesieniu produkcji silników ZETOR ciężkiej zunifikowanej serii UR II do Martina, została utworzona Fabryka Silników Zetor (Závod motory ZETOR), która rozpoczęła produkcję podzespołów do silników Zetor serii UR II. Od roku 1975 rozpoczęto seryjną produkcję kompletnych silników UR II. W 1976 został wyprodukowany 10.000 a w 1982 100.000 silnik.
Z powodu powiązań kooperacyjnych Fabryka silników Zetor została włączona do kombinatu ZTS Martin i w 1978 zmieniono jej nazwę na „Fabryka 03". . W 1992 na wniosek zarządu zakładu Minister Gospodarki na bazie fabryki utworzył niezależna spółkę państwową „MARTIN DIESEL”, która w 1993 stała się spółką akcyjną. Została ona zakupiona przez Druhá strojárenská a.s. w 1998. W 2000 została utworzona ostateczna spółka akcyjna DS Martin poprzez połączenie kapitałów Druhá strojárenská a.s. i DS Real a.s.
Równolegle do produkcji zakład prowadził modernizację i rozwój. W 1977 roku produkowano zmodernizowane linie UR II-A, w 1983 roku rodzinę UR II-B, w 1988 UR II-C, a w 1994 roku nowy rodzinę silników UR IV. W 1998 roku skierowano do produkcji serię silników przyjaznych dla środowiska rodziny UR IV-M2, które jest zgodne z przepisami mającymi zastosowanie do pojazdów innych niż drogowe.
W 1993 została dokonana zmiana marki produkowanych z "Zetor" na silników na „MARTIN DIESEL”. Pod tą marką produkowane są silniki dziś. Obecnie firma produkuje i sprzedaje silniki pod nazwą „MARTIN DIESEL” dwóch zunifikowanych serii „UR II” i „UR IV”.
W latach 2002–2006 we współpracy z polską firmą Ursus montowane były ciągniki Mt-Super 1734 i 1934.
W 2015 roku następcą prawnym firmy stało się OFZ, a.s.

## Produkty
Silniki
- UR II
- UR IV